# Falköpings stad
Denna artikel handlar om den tidigare kommunen Falköpings stad. För orten se Falköping, för dagens kommun, se Falköpings kommun.
Falköpings stad var en stad och kommun i Skaraborgs län.

## Administrativ historik
De medeltida privilegiebreven förkom i en brand 1769. Det äldsta bevarade är utfärdat 5 april 1620 av Gustav II Adolf. 
Staden blev en egen kommun enligt Förordning om kommunalstyrelse i stad (SFS 1862:14) den 1 januari 1863, då Sveriges kommunsystem infördes.
Stadens gränser ändrades flera gånger (årtal avser den 1 januari det året om inget annat anges):
- 1880 - Enligt beslut 14 mars 1879 överfördes kyrkoherdebostället Prästbolet om 2 mantal i alla hänseenden från Luttra landskommun, församling och socken till staden.[2]
- 1892 - Enligt beslut 5 mars 1891 uteslöts ur jordeboken de till staden i allo hörande 1/2 mantal Ballersten nr 1 och 1/2 mantal Ranten nr 2, som trots att de tillhört staden också i jordeboken hört till Falköpings västra socken. Undantag till denna ändring var hemmanens utmarkslotter å Mösseberg, vilka istället i alla hänseenden överfördes till socknen.[3]
- 1935 - Största delen av Falköpings västra landskommun med Falköpings förstäders municipalsamhälle, som båda upphört, inkorporerades i staden. Av landskommunens areal av 7,10 km², varav 7,09 km² land, inkorporerades 6,83 km², varav 6,82 km² land.[4] Det inkorporerade området hade 1 493 invånare.[5]
- 1941 - Enligt beslut 8 december 1939 inkorporerades den obebodda lägenheten Bestorp Lunnagården 2:2 omfattande en areal av 0,03 km², varav allt land, från Marka landskommun.[4][6]
- 1952 - I samband med kommunreformen 1 januari 1952 inkorporerades Friggeråkers landskommun, omfattande en areal av 13,23 km², varav 13,21 km² land, och med 560 invånare (enligt folkräkningen 31 december 1950).[7]

1 januari 1971 gick staden upp i den då nybildade Falköpings kommun.
1 januari 2016 inrättades distriktet Falköping, med samma omfattning som Falköpings församling hade 1999/2000, och vari detta område ingår.

### Församlingar
I kyrkligt hänseende hörde staden till Falköpings stadsförsamling och från 1 januari 1952 också till Friggeråkers församling.

### Sockenkod
För registrerade fornfynd med mera så återfinns staden inom ett område definierat av sockenkod 1885 som motsvarar den omfattning staden hade kring 1950 med dess närmast omgivande socknar och omfattar då även Falköpings östra socken och Falköpings västra socken.

## Stadsvapnet
Blasonering: I fält av silver tre röda torn med spetsig huv, bjälkvis ordnade.
Förebilden till vapnet är ett sigill från 1400-talet. Vapnet skapades av dåvarande Riksheraldikerämbetet och kunde fastställas av Kungl Maj:t år 1940. Det registrerades i PRV för den nya kommunen år 1978.

## Geografi
Falköpings stad omfattade den 1 januari 1952 en areal av 30,17 km², varav 30,07 km² land. Efter nymätningar och arealberäkningar färdiga den 1 januari 1966 omfattade staden vid dess ombildning till Falköpings kommun en areal av 30,0 km², varav 29,9 km² land.

### Tätorter i staden 1960
I Falköpings stad fanns tätorten Falköping, som hade 13 976 invånare den 1 november 1960. Tätortsgraden i staden var då 97,0 procent.

## Befolkningsutveckling
| Befolkningsutvecklingen i Falköpings stad 1805–1970 | Befolkningsutvecklingen i Falköpings stad 1805–1970 | Befolkningsutvecklingen i Falköpings stad 1805–1970 | Befolkningsutvecklingen i Falköpings stad 1805–1970 | Befolkningsutvecklingen i Falköpings stad 1805–1970 |
| --- | --------------------------------------------------- | --------------------------------------------------- | --------------------------------------------------- | --------------------------------------------------- |
| |                                                     |                                                     |                                                     |                                                     |
| År |                                                     |                                                     | Folkmängd                                           |                                                     |
| 1805 | 1805                                                |                                                     | 443                                                 |                                                     |
| 1810 | 1810                                                |                                                     | 461                                                 |                                                     |
| 1820 | 1820                                                |                                                     | 477                                                 |                                                     |
| 1830 | 1830                                                |                                                     | 502                                                 |                                                     |
| 1840 | 1840                                                |                                                     | 586                                                 |                                                     |
| 1850 | 1850                                                |                                                     | 693                                                 |                                                     |
| 1860 | 1860                                                |                                                     | 1 191                                               |                                                     |
| 1870 | 1870                                                |                                                     | 1 705                                               |                                                     |
| 1880 | 1880                                                |                                                     | 2 575                                               |                                                     |
| 1890 | 1890                                                |                                                     | 2 799                                               |                                                     |
| 1900 | 1900                                                |                                                     | 3 134                                               |                                                     |
| 1910 | 1910                                                |                                                     | 4 800                                               |                                                     |
| 1920 | 1920                                                |                                                     | 6 236                                               |                                                     |
| 1930 | 1930                                                |                                                     | 6 733                                               |                                                     |
| 1935 | 1935                                                |                                                     | 8 594                                               |                                                     |
| 1940 | 1940                                                |                                                     | 9 063                                               |                                                     |
| 1945 | 1945                                                |                                                     | 9 851                                               |                                                     |
| 1950 | 1950                                                |                                                     | 11 799                                              |                                                     |
| 1955 | 1955                                                |                                                     | 12 824                                              |                                                     |
| 1960 | 1960                                                |                                                     | 14 408                                              |                                                     |
| 1965 | 1965                                                |                                                     | 15 834                                              |                                                     |
| 1970 | 1970                                                |                                                     | 15 891                                              |                                                     |
| Anm: För åren 1805-1945: befolkning enligt folkräkning 31 december enligt den administrativa indelningen den 1 januari följande år. 1950 avser befolkning enligt folkräkning den 31 december enligt den administrativa indelningen den 1 januari 1952. 1955 avser befolkning 31 december enligt den administrativa indelningen den 1 januari följande år. 1960-1965 avser befolkning enligt folkräkning den 1 november enligt den administrativa indelningen den 1 januari följande år. 1970 avser befolkning enligt folkräkning den 1 november 1970 i det område som staden omfattade när den bildade Falköpings kommun 1 januari 1971. |                                                     |                                                     |                                                     |                                                     |

## Politik

### Mandatfördelning i valen 1919–1966
| 2 | 8 | 6 | 12 |

| 28 |

|  | 8 | 6 | 13 |

| 28 |

| 8 | 2 | 7 | 11 |

| 28 |

| 11 | 6 | 11 |

| 28 |

| 12 | 5 | 11 |

| 27 |

| 13 | 4 | 11 |

| 27 |

| 14 | 6 | 8 |

| 26 |

| 14 | 6 | 8 |

| 26 |

| 2 | 12 | 8 | 6 |

| 26 |

| 19 | 11 | 6 |

| 33 |

| 18 | 12 | 6 |

| 32 |

| 17 | 2 | 9 | 8 |

| 32 |

| 19 | 4 | 8 | 5 |

| 30 | 6 |

| 2 | 14 | 6 | 7 |  | 6 |

| 30 | 6 |

## Rådhusrätten
Staden hade egen jurisdiktion med magistrat och rådhusrätt som ingick i domkretsen för Göta hovrätt. Rådhusrätten och magistraten upphörde 1 januari 1954 och staden överfördes till Vartofta och Frökinds domsaga och dess tingslag.

### Borgmästare
| Ämbetstid                               | Namn                             |
| --------------------------------------- | -------------------------------- |
| 1871–1908                               | Otto Fredrik Brummer (1836–1908) |
| tillförordnad 1900, ordinarie 1908–1941 | Sigurd Koch (1871–1944)          |
| 1942                                    | Vakant                           |